# Protein Data Bank
Protein Data Bank (PDB) je kristalografska baza podataka trodimenzionalnih strukturalnih podataka velikih bioloških molekula poput bjelančevina i nukleinskih kiselina. Podatci su obično dobiveni kristalografijom X-zrakama, spektroskopijom NMR-om, ili u zadnje vrijeme rastuće krioelektronskom mikroskopijom. Podatke šalju biolozi i biokemičari iz svih krajeva svijta. Besplatno su dostupni na internetu preko mrežnih stranica organizacija članica PDB-a (PDBe, PDBj, and RCSB). PDB nadzire organizacija Worldwide Protein Data Bank, wwPDB.
Podatci su u formatu pdb. 

## Vanjske poveznice
- wwPDB
- PDBe
- RCSB  Arhivirana inačica izvorne stranice od 28. kolovoza 2008. (Wayback Machine)
- PDBj